# 아리욘 바카레
아리욘 데보 바카레(Ariyon Debo Bakare, 1971년 ~ )는 잉글랜드의 배우이다. 영화 《라이프》(2017)에 출연하였다. 나이지리아계이다.

## 출연 작품
- 라이프 - 휴 데리 역